# Aristolochia antennifera
Aristolochia antennifera är en piprankeväxtart som beskrevs av Uribe. Aristolochia antennifera ingår i släktet piprankor, och familjen piprankeväxter. Inga underarter finns listade i Catalogue of Life.